# Museo de El Carmen
El Museo de El Carmen se encuentra localizado en el sur de la Ciudad de México y está dedicado a la historia de la vida cotidiana de la orden de los carmelitas descalzos, así como albergar una pinacoteca de arte novohispano con obras destacadas de Cristóbal de Villalpando y Miguel Cabrera, entre otros.

## Historia
En 1595 surgió la necesidad de establecer un colegio religioso para preparar a los frailes carmelitas, por lo que en 1601 se realizó un primer intento en la Ciudad de México, hecho que se vio frustrado por diversas circunstancias. Lo mismo pasó con los siguientes intentos, incluso cuando fue remitido a Valladolid (que hoy es Morelia) en 1605. Pero esta nueva ubicación del colegio no convenía al resto de la provincia, porque había otras dos fundaciones en Celaya y en los montes de Santa Fe.
Incluso la fundación del Santo Desierto en los montes de Cuajimalpa, sitio que conocemos popularmente como Desierto de los Leones, tuvo mejor suerte. Con el transcurrir de los años las casas carmelitas proliferarían: Querétaro, Salvatierra, Tacuba, Toluca, Oaxaca, San Luis Potosí, Tehuacán y el traslado del Santo Desierto de Cuajimalpa a las cercanías de Tenancingo son ejemplos del auge de los carmelitas en la época virreinal. En 1597, el cacique indígena de Coyoacán, don Felipe de Guzmán Itzolinque, Andrés de Mondragón y Elvira Gutiérrez donaron a los carmelitas de México unos terrenos en los barrios coyoacanenses de Tenanitla y Chimalistac, a pocos kilómetros al sur de la ciudad capital. Así los religiosos dispusieron de un extenso terreno para establecer un nuevo colegio y casa. La fundación definitiva del colegio carmelita dedicado a San Ángel se realizó en 1613. Para la edificación del colegio llamaron al hermano fray Andrés de San Miguel quien contaba con la experiencia para diseñar y dirigir la nueva obra, la cual da inicio el 29 de junio de 1615 con la colocación de la primera piedra.
En 1617 el colegio estaba tan avanzado que fue posible el traslado de los estudiantes y continuar su curso en el nuevo edificio, el cual resultó tan amplio y bien acondicionado que en 1618 se convirtió en sede de las reuniones trianuales de las autoridades de la provincia, conocidas como capítulo provincial. El templo anexo al convento fue edificado entre 1624 y 1626, y para 1628 se daban por terminados los trabajos principales de la construcción, aunque se siguió trabajando en la cerca que limitaba la enorme huerta y en las ermitas, puentes y obras hidráulicas y agrícolas que le eran indispensables. La huerta, que estaba cercada en todo su perímetro, se extendía hacia el lado oriente del colegio, ocupando gran parte de la actual colonia Chimalistac, y fue destinada a la plantación de árboles frutales, los cuales con el tiempo proporcionaron al colegio ingresos suficientes para subsistir y ayudar a otras fundaciones de la provincia, ganándose con esto fama y prestigio. Tanto las peras, manzanas, y perones, como las muchas flores y hortalizas que en ella se sembraron, irrigadas por las aguas del río de la Magdalena, hicieron a San Ángel acreedor de una merecida fama de lugar placentero y saludable, propio para el veraneo. Las celebraciones que hasta la fecha se realizan en este barrio de la ciudad, encuentran sus raíces en esa labor de los carmelitas. El crecimiento económico benefició a los habitantes del pueblo, quienes sustituyeron el nombre de San Jacinto Tenanitla por el de San Ángel. En 1634 se cambió el nombre oficial del colegio por el de Señora de Santa Ana. El cambio de nombre se dio oficialmente, pero en lo cotidiano y entre los pueblos se le seguía llamando con su antiguo nombre de San Ángel.
El Colegio Sanangelino fue escenario de algunos problemas como la llamada Guerra de las Patentes entre los mismos religiosos, la disputa con el ayuntamiento por el pago de diezmos sobre las rentas de la huerta y el estallido de la Guerra de Independencia. A partir del siglo XIX la orden de los carmelitas fue sufriendo una serie de catástrofes, ya que el decreto de expulsión de españoles de 1828 afectó significativamente a la orden carmelita, y como la mayor parte de sus integrantes eran de origen español, el colegio quedó tan despoblado que tuvo que designarse un presidente en vez de un rector.
En 1833 con las disposiciones liberales de Valentín Gómez Farías se mermaron las rentas del colegio. Entre 1847 y 1848, la ocupación de San Ángel por las tropas norteamericanas acarreó la destrucción de partes del edificio, el saqueo de muchos de sus bienes, y la tala y quema de árboles en la huerta.
En 1856 Rafael del Sagrado Corazón, el entonces rector, se vio en la necesidad de fraccionar y vender parte de la huerta ante el embate liberal. La aplicación de las leyes de reforma con exclaustración de las órdenes religiosas y de la nacionalización de los bienes del clero surtió efecto en San Ángel en enero de 1861, tras el triunfo de las tropas liberales sobre las conservadoras en la Guerra de Reforma. La huerta se enajenó, el templo escapó de ser demolido y el colegio se disputó entre los ayuntamientos de México y San Ángel.
Para 1874 Manuel Payno consiguió que el colegio de San Ángel fuera entregado al ayuntamiento de San Ángel. No obstante, porciones importantes del edificio fueron vendidas a un particular en 1891 tras la destrucción de otras, como consecuencia de la prolongación del Ferrocarril del Valle hasta Tizapán. Finalmente la parte medular del colegio fue entregada a la Secretaría de Educación Pública en 1921. En 1929 nació el Museo de El Carmen, después de que la opinión pública se centrara en este pueblo durante el juicio a los asesinos de Álvaro Obregón. En 1939, cuando surgió el Instituto Nacional de Antropología e Historia se le entregó esa parte del inmueble en custodia, tal y como hasta la fecha lo mantiene.
Actualmente el Museo de El Carmen ha abierto espacios que estaban en desuso para poder mostrar una de las pinacotecas coloniales más importantes de México, teniendo como exhibición permanente "El silencio de los carmelitas" que muestra la historia de la orden desde sus orígenes, sus fundadores y sus reformadores, todo ello con obras pictóricas, escultóricas, documentos, muebles, y muchos otros elementos.

## Exposición

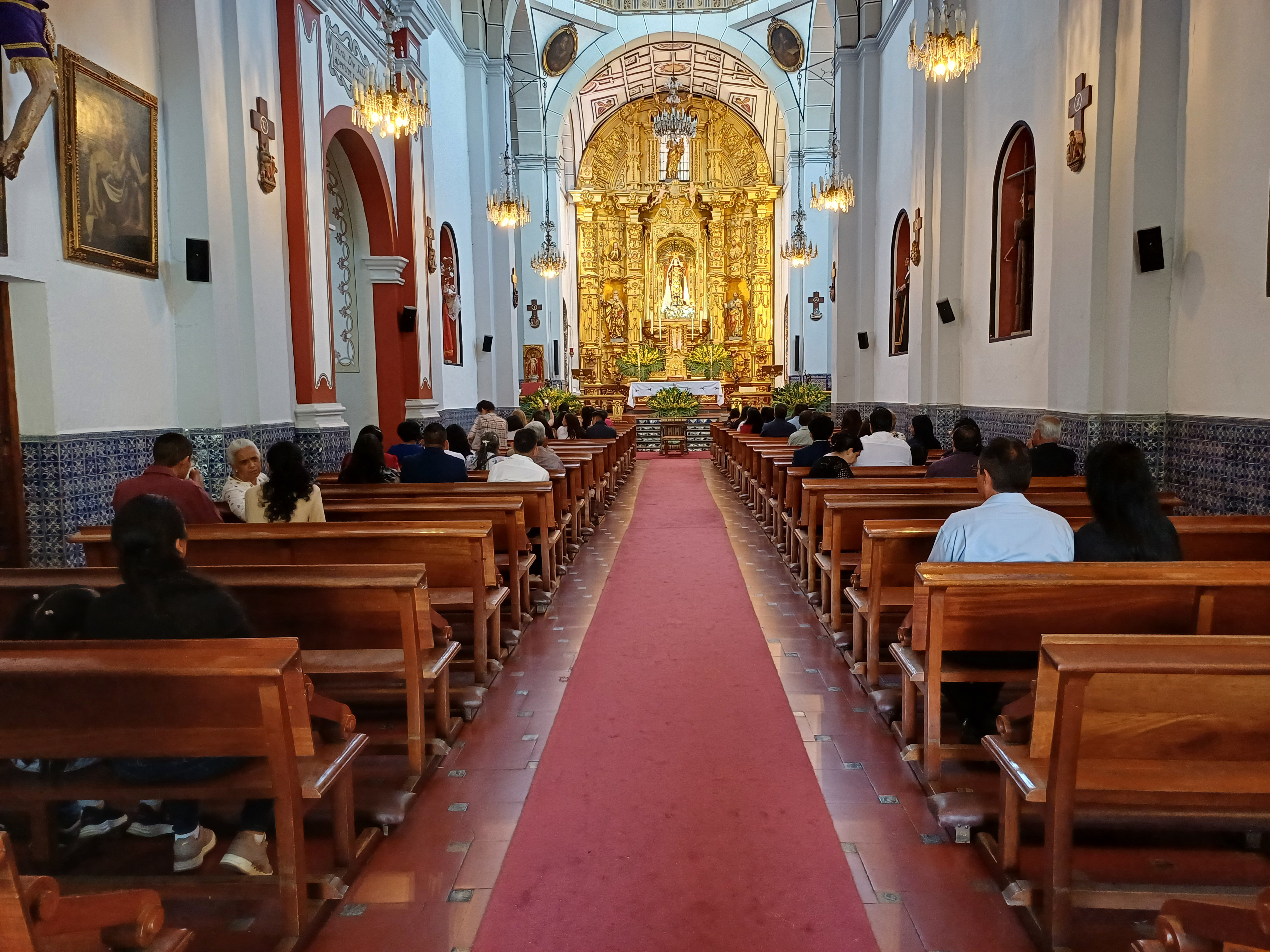
Nave

La exposición permanente del museo gira alrededor de las 80 principales piezas de la colección artística, seleccionadas con motivo del 80 aniversario del museo (fundado en 1929) entre las cuales encontramos pinturas, esculturas, retablos, relicarios, pintura mural y valiosos espacios arquitectónicos del antiguo Colegio de los carmelitas descalzos, construido a principios del siglo XVII por el arquitecto y fraile lego carmelita, Fray Andrés de San Miguel. La colección del museo cuenta con obras de los artistas novohispanos Luis Juárez, Juan Correa, Cristóbal de Villalpando, Juan Becerra, Miguel Cabrera, entre otros.
Durante las excavaciones que realizaron soldados zapatistas en busca de los tesoros de los frailes, se encontraron varios cuerpos momificados de manera natural, de los integrantes de la Orden y de benefactores del convento, que aún se encuentran en exposición en las célebres criptas.
Otras exposiciones llaman la atención del visitante al Museo de El Carmen: las 50 figuras de cera, casi en miniatura, elaboradas con asombroso realismo por la escultora mexicana Carmen Carrillo de Antúnez, de músicos y danzantes de diversas danzas tradicionales de nuestro país, como la Danza de la Pluma, la Danza de los Viejitos, la Danza de los Paragüeros, etc.  Y la exposición de fotografía antigua "San Ángel: Afanes de la memoria", con imágenes que evidencian el drástico devenir del paisaje de la antigua villa campestre de San Ángel, desde finales del siglo XIX, hasta convertirse en uno de los barrios fundamentales de la Ciudad de México, en los años 50 del siglo pasado.
Uno de los mayores atractivos de este museo es la exposición de varios cuerpos momificados.